# Piazza Carlo Mezzacapo

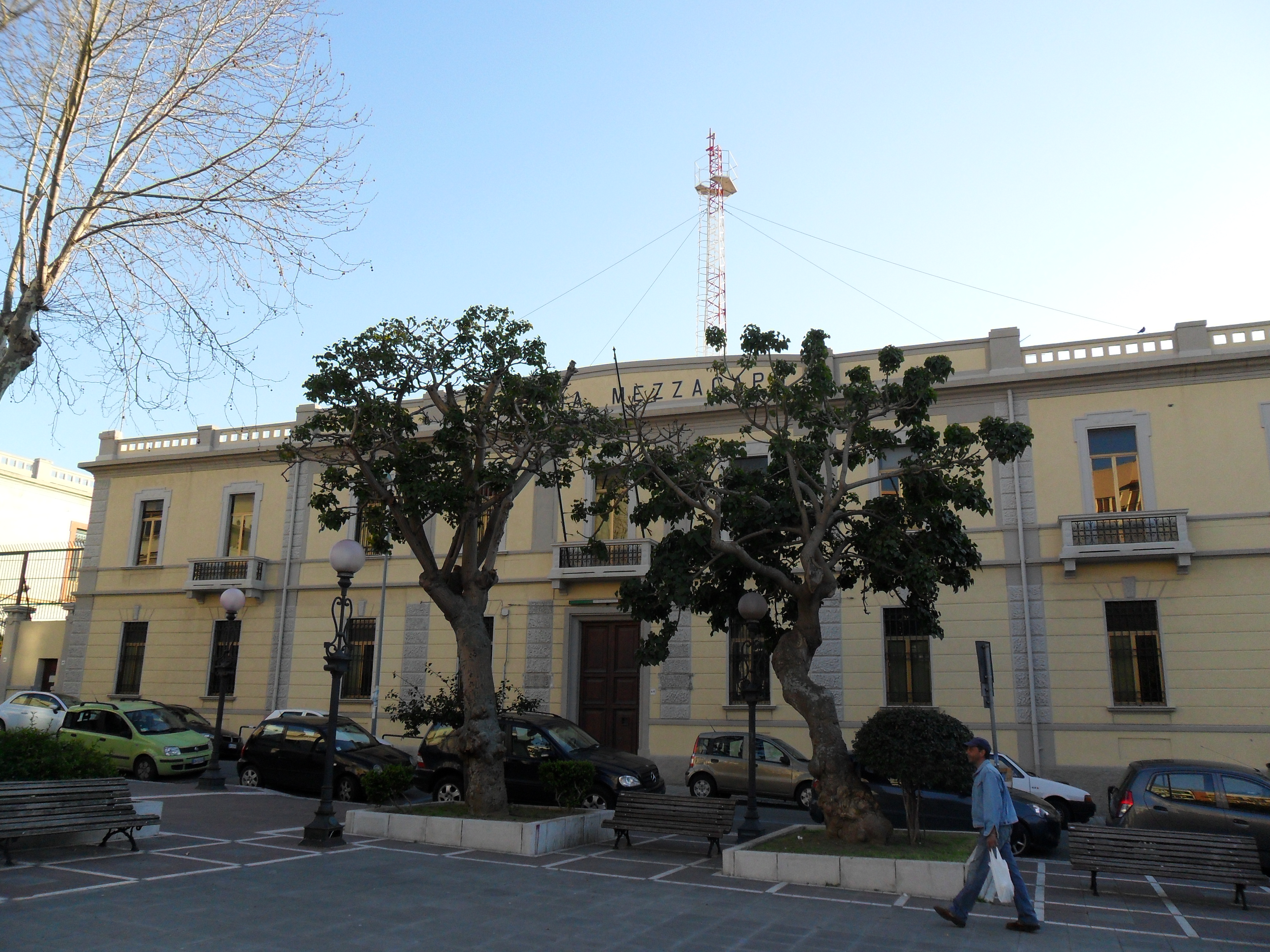
Prospetto della caserma Mezzacapo sulla piazza.

Piazza Carlo Mezzacapo, detta impropriamente dai reggini di Sant'Agostino a causa della chiesa che vi si affaccia, è una piazza storica del centro della città di Reggio Calabria. La piazza è dedicata a Carlo Mezzacapo, eroe del Risorgimento, e fratello di Luigi al quale è intitolata la caserma che insiste nello stesso spazio urbano.

## Descrizione
La piazza, di pianta rettangolare e di medie dimensioni, è delimitata sul lato ovest dalla via San Francesco di Paola, sul lato sud dalla via Guglielmo Pepe dove si apre il portale principale della caserma Mezzacapo, sul lato sud dalla via fratelli Cairoli, mentre il suo lato a monte è completamente occupato dal prospetto principale della chiesa di Sant'Agostino.
Per lungo tempo utilizzata come area di parcheggio, dopo radicali lavori di restauro che si sono conclusi nel primo decennio del secolo in corso, la piazza si presenta come uno spazio completamente pedonalizzato e restituito alla sua naturale funzione.
Cinta su tutti i lati da aiuole dove sono piantati grandi alberi, la piazza è adorna di artistici lampioni in stile liberty e di una piccola fontanella in ghisa posta ad uno dei suoi vertici. La pavimentazione è in mattonelle di color mattone, grigio e bianco, collocate in modo tale da creare una grande croce che la taglia in quattro quadranti simmetrici con al centro un quadrato.